# Gnomidolon fraternum
Gnomidolon fraternum är en skalbaggsart som beskrevs av Martins 1971. Gnomidolon fraternum ingår i släktet Gnomidolon och familjen långhorningar. Inga underarter finns listade i Catalogue of Life.